# لوسیندا چایلدز
لوسیندا چایلدز (انگلیسی: Lucinda Childs؛ زادهٔ ۲۶ ژوئن ۱۹۴۰) یک طراح رقص اهل ایالات متحده آمریکا است.
وی همچنین برنده جوایزی همچون کمک هزینه گوگنهایم شده است.